# Strada europea E58
La strada europea E58  è una strada intermedia di classe A e, come si evince dal numero, è una dorsale Ovest-Est. Unisce l'Austria con la Russia dopo un percorso di 2.222 km.

## Tracciato
- Austria
  -  A4: Vienna - Fischamend - Bruck an der Leitha
  -  A6: Bruck an der Leitha -  Austria/ Slovacchia
- Slovacchia
  -  D2: /  (in comune con E75) - Bratislava
  - D1: (in comune con E571) Bratislava - Senec - Trnava
  - R1: (in comune con E75) Trnava - Nitra - Zvolen
  - I/16: Zvolen - Vigľaš - Lučenec - Rimavská Sobota - Figa
  - R2: Figa - Tornaľa
  - I/16: Tornaľa - Rožňava - Košice (in comune con E571)
  - R4: (in comune con E50) Košice
  - I/19: Košice - Michalovce -  Slovacchia/ Ucraina
- Ucraina
  - M08: / - Uzhorod
  - M06: (in comune con E50) Uzhorod - Serednje - Mukachevo
  - M24: (in comune con E81) Mukachevo - Berehove
  - M23: Berehove - Bene - Vylok
  - M26: Vylok - Pyiterfolovo - Nevetlenfolu -  Ucraina/ Romania
- Romania
  - : / - Dragușeni (in comune con E81)- Baia Mare - Bizușa-Băi - Dej
  - : Dej - Bistrița - Piatra Fântânele - Poiana Stampei - Păltinoasa - Suceava - Ițcani - Suceava
  - : Suceava - Botoșani
  - : Botoșani - Târgu Frumos
  - : Târgu Frumos - Iași
  - : Iași - Cotu Morii - Sculeni -  Romania/ Moldavia
- Moldavia
  - :  Romania/ Moldavia - Sculeni
  - : Sculeni - Petresti - Ungheni - Pîrlița - Bahmut - Călărași - Straseni - Trușeni - Chișinău (in comune con E581)
  - : Chișinău
  - : incrocio con M14, M21
  - : Stǎuceni - Gura Bodului -  Transnistria - Tiraspol - Pervomaisc -  Moldavia/ Ucraina
- Ucraina
  - :  Moldavia/ Ucraina - Odessa (in comune con E581)
  - : Odessa - Mykolaiv
  - : Mykolaiv
  - : Mykolaiv - Kherson - Nova Kakhovka - Melitopol' - Pryazovs'ke - Prymors'k - Manhush - Mariupol' - Novoazovs'k -  Ucraina/ Russia
- Russia
  -  Ucraina/ Russia - Taganrog - Chaltyr' - Rostov-on-Don [1]